# Mauro Laspada
Mauro Sebastián Laspada (Punta Alta, Provincia de Buenos Aires; 9 de enero de 1975) es un exfutbolista y actual director técnico argentino. Jugaba como marcador central y su primer equipo fue Godoy Cruz de Mendoza. Su último club antes de retirarse fue Sporting de Punta Alta. Fue reconocido como uno de los defensores más rústicos del fútbol argentino.

## Clubes

### Como jugador
| Club                        | País      | Año       |
| --------------------------- | --------- | --------- |
| Godoy Cruz de Mendoza       | Argentina | 1996-1997 |
| Atlético Rafaela            | Argentina | 1997-1998 |
| Juventud Antoniana de Salta | Argentina | 1998-1999 |
| Belgrano de Córdoba         | Argentina | 1999-2000 |
| Tigre                       | Argentina | 2000-2001 |
| Olimpo de Bahía Blanca      | Argentina | 2001-2005 |
| Unión de Santa Fe           | Argentina | 2006      |
| Olimpo de Bahía Blanca      | Argentina | 2006-2007 |
| Alvarado de Mar del Plata   | Argentina | 2007      |
| Sporting de Punta Alta      | Argentina | 2008-2009 |

### Como entrenador
| Club                        | País      | Año       |
| --------------------------- | --------- | --------- |
| Olimpo de Bahía Blanca      | Argentina | 2011      |
| Juventud Antoniana de Salta | Argentina | 2013-2014 |
| Sansinena                   | Argentina | 2016      |
| Deportivo Roca de Río Negro | Argentina | 2016-2019 |

## Palmarés
| Título             | Club                   | País      | Año  |
| ------------------ | ---------------------- | --------- | ---- |
| Primera B Nacional | Olimpo de Bahía Blanca | Argentina | 2002 |
| Primera B Nacional | Olimpo de Bahía Blanca | Argentina | 2007 |